# Michal Krapinec
Michal Krapinec (* 20. května 1986) je český manažer, od dubna 2022 generální ředitel a předseda představenstva Českých drah, v letech 2021 až 2022 předseda představenstva ČD – Telematika.

## Život
Vystudoval Gymnázium J. K. Tyla v Hradci Králové a následně v letech 2005 až 2011 obor právo a právní věda na Právnické fakultě Univerzity Karlovy v Praze (získal titul Mgr.). Trvalé bydliště má v obci Libřice v okrese Hradec Králové. Mezi jeho koníčky patří hraní pokeru, v minulosti se zúčastnil řady turnajů.

## Pracovní kariéra
Pracovní kariéru začínal v letech 2011 až 2012 jako koncipient v advokátní kanceláři Felix a spol. V letech 2012 až 2017 působil ve společnosti ČD Cargo, kde byl nejprve tajemníkem představenstva (2012 až 2015) a následně pracoval v oblasti řízení a správy majetkových účastí (2015 až 2017). V letech 2014 až 2017 byl navíc členem představenstva v akciové společnosti ČD Logistics.
V letech 2017 až 2020 pracoval pro České dráhy, a to jako ředitel kanceláře pro ekonomiku a informatiku (2017 až 2018), ředitel odboru strategie a správy majetkových účastí (2018 až 2020) a ředitel odboru projektové kanceláře (duben až říjen 2020). Na podzim 2018 informoval Deník N o Krapincově cestě do Číny na náklady čínské ambasády v Praze. Cestoval tehdy v delegaci například po boku bývalého sociálnědemokratického premiéra Bohuslava Sobotky, který působil jako konzultant právě v obchodních vztazích s asijskou velmocí. Šéf tehdejší dozorčí rady ČD Petr Moos chtěl kvůli této události dokonce nechat aktualizovat etický kodex drah, protože přijímání tak hodnotných darů manažery státního podniku považoval za neetické. V červnu 2020 se stal členem představenstva ČD – Telematika, od září 2021 do dubna 2022 byl předsedou představenstva.
Ve druhé polovině března 2022 jej zvolila po výběrovém řízení (přihlásilo se 11 uchazečů) dozorčí rada Českých drah předsedou představenstva a generálním ředitelem této společnosti. Volbě předcházela únorová rezignace předchozího ředitele Ivana Bednárika. Krapinec se postu oficiálně ujal 4. dubna 2022.